# Borgosesia
Borgosesia es una localidad y comune italiana de la provincia de Vercelli, región de Piamonte, con 13.473 habitantes. 
La ciudad es también el hogar de Agnona.

## Evolución demográfica
| Gráfica de evolución demográfica de Borgosesia entre 1861 y 2001 |
|                                                                  |
| Fuente ISTAT - elaboración gráfica de Wikipedia                  |